# Dingo australijski
Dingo australijski, dingo (Canis familiaris dingo) (wcześniej Canis lupus dingo) – przedstawiciel rodziny psowatych, zamieszkuje Australię, Nową Gwineę, a ostatnio stwierdzono, że najprawdopodobniej należą do tego podgatunku również dzikie psy z obszaru Azji Południowo-Wschodniej i Filipin.
Podobny do psa domowego, z którym daje płodne krzyżówki, różni się jednak od niego wieloma istotnymi cechami, m.in. ma inną budowę czaszki.
Wbrew powszechnemu mitowi dingo potrafią szczekać, choć robią to rzadko i w inny sposób niż udomowione psy. Wydawane przez nich dźwięki są zdecydowanie krótsze.
Znakomicie przystosowany do warunków środowiska; ani australijska, ani azjatycka populacja dingo nie wykazuje tendencji spadkowych.
Żywi się królikami, małymi torbaczami, kangurami i zwierzętami domowymi. Żyje do 14 lat.

## Pochodzenie
Na podstawie badań genetycznych naukowcy przypuszczają, że przodek dingo dotarł na kontynent prawdopodobnie 5 tys. lat temu (ale być może nawet 10 800 lat temu) wraz z jedną z późniejszych fal osadniczych z Azji Południowo-Wschodniej. Z kolei analiza kopalnych śladów skłania naukowców do sugestii, że migracja mogła mieć miejsce 4000 do 5000 lat temu. Dingo pierwotnie były udomowionymi towarzyszami człowieka, jednak w Australii wtórnie zdziczały.

## Dane liczbowe
- Wysokość: 44–63 cm
- Długość ciała: 86–122 cm.
- masa: 10–24 kg
- dojrzałość płciowa: po 2 latach
- ciąża: 63 dni
- liczba młodych: do 8
- długość życia:do 14 lat

## Występowanie i środowisko
Australia i Nowa Gwinea (większa część tych krajów)

## Odżywianie
Mięsożerne, polują głównie w nocy, pojedynczo lub w stadach, przede wszystkim na drobne ssaki, jaszczurki, kangury. Żywią się również królikami. W okresach braku pożywienia uzupełniają dietę jajami ptaków, larwami owadów i ptactwem wodnym. Podczas polowania na większą zdobycz, najpierw gonią ofiarę, by ją zmęczyć, i dopiero później atakują. Dingo zabijają tylko tyle zwierząt, ile potrzebują, żeby się wyżywić. Ewentualny nadmiar pożywienia zagrzebują w ziemi na później. Zupełnie inaczej zachowują się kiedy uda im się przedostać do ogrodzenia z owcami. Całkowicie bezbronne i nie mogące im uciec owce są przez nie zabijane jakby dla zabawy. Uśmiercają wtedy o wiele więcej owiec niż potrzebują do wyżywienia, co stanowi główny powód tępienia ich przez hodowców zwierząt. Straty powodowane przez te zwierzęta wynoszą 0,02%.
W żołądkach przebadanych dingo znaleziono ok. 10% odpadków z siedzib ludzkich.

## Rozmnażanie
Późną jesienią samice dingo mają ruję. W tym okresie za samicami podążają grupy samców (najczęściej złożone z ok. 12 osobników). Samica wybiera jednego partnera (często ojca poprzednich szczeniąt). Młode rodzą się po około 9 tygodniach w głębokiej, dobrze ukrytej norze. Dla bezpieczeństwa młodych dingo polują z dala od swojej nory i wracają do niej tylko w celu nakarmienia młodych. W początkowym okresie pożywienie dostarcza tylko samica, później również samiec.

## Zagrożenie i ochrona

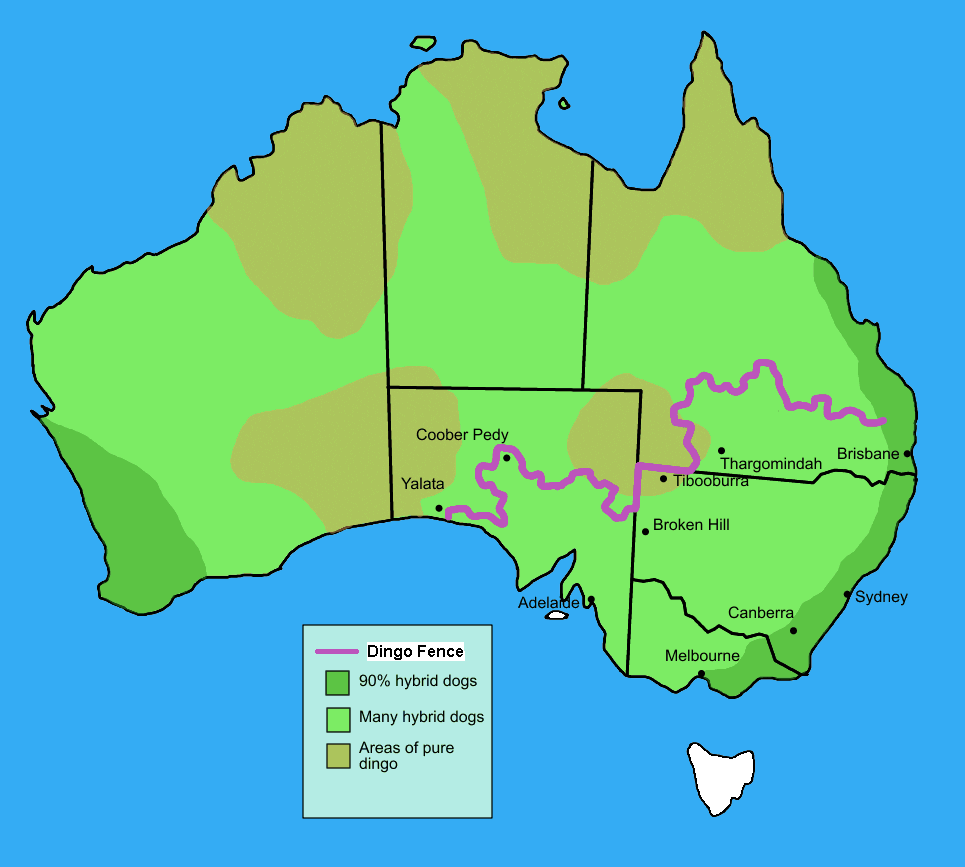
Mapa hybrydyzacji dingo i Dingo Fence

W Czerwonej księdze gatunków zagrożonych Międzynarodowej Unii Ochrony Przyrody i Jej Zasobów został zaliczony do kategorii VU (zagrożony wyginięciem). Głównym problemem zagrażającym populacji dingo jest krzyżowanie z psem domowym. W Australii zbudowano tzw. Dingo Fence, czyli płot, który ma chronić najbardziej zamieszkane południowo-wschodnie tereny Australii przed dingo.